# Brachychira dives
Brachychira dives är en fjärilsart som beskrevs av Sergius G. Kiriakoff 1960. Brachychira dives ingår i släktet Brachychira och familjen tandspinnare. Inga underarter finns listade i Catalogue of Life.